# Машковська
Машко́вська (рос. Машковская) — присілок у складі Верховазького району Вологодської області, Росія. Входить до складу Морозовського сільського поселення.

## Населення
Населення — 23 особи (2010; 21 у 2002).
Національний склад (станом на 2002 рік):
- росіяни — 100 %